# Oceania (The Smashing Pumpkins)
Oceania è un album in studio del gruppo alternative rock statunitense The Smashing Pumpkins, pubblicato il 19 giugno 2012. Oceania fa parte del concept album Teargarden by Kaleidyscope.

## Pubblicazione
La pubblicazione dell'album ha seguito una storia alquanto travagliata. Originariamente doveva essere pubblicato il 1º settembre 2011; tuttavia, avendo terminato il missaggio  il 18 settembre, il gruppo rimandò la pubblicazione ad un vago "tardo 2011", per poi spostarla a marzo 2012 e, infine, al 19 giugno.

## Tracce
Testi e musiche di Billy Corgan.
1. Quasar – 4:56
2. Panopticon – 3:52
3. The Celestials – 3:57
4. Violet Rays – 4:19
5. My Love Is Winter – 3:32
6. One Diamond, One Heart – 3:49
7. Pinwheels – 5:44
8. Oceania – 9:06
9. Pale Horse – 4:37
10. The Chimera – 4:16
11. Glissandra – 4:06
12. Inkless – 3:08
13. Wildflower – 4:44

## Formazione
- Billy Corgan - voce, chitarra, tastiere
- Mike Byrne - batteria, voce
- Jeff Schroeder - chitarra
- Nicole Fiorentino - basso, voce

## Classifiche
| Classifica (2012)         | Posizione massima |
| ------------------------- | ----------------- |
| Australia                 | 8                 |
| Austria                   | 25                |
| Belgio (Fiandre)          | 25                |
| Belgio (Vallonia)         | 27                |
| Canada                    | 4                 |
| Danimarca                 | 30                |
| Finlandia                 | 33                |
| Francia                   | 33                |
| Germania                  | 36                |
| Italia                    | 15                |
| Nuova Zelanda             | 9                 |
| Paesi Bassi               | 34                |
| Portogallo                | 16                |
| Regno Unito               | 19                |
| Spagna                    | 36                |
| Stati Uniti               | 4                 |
| Stati Uniti (alternative) | 2                 |
| Stati Uniti (independent) | 1                 |
| Stati Uniti (rock)        | 2                 |
| Svezia                    | 49                |
| Svizzera                  | 19                |